# Providence (1991.)
Providence je američko-kanadski film iz 1991. koji je režirao David Mackay, a u kojem glume JD Cullum, Yvonne de la Vega, David Greenlee i Keanu Reeves.
Film prati talentiranog srednjoškolca koji se pretvara da je student književnosti na sveučilištu Brown, no ubrzo njegove laži bivaju razotkrivene, a njegova buduća akademska karijera ugrožena.